# Shaista Gohir
 (août 2022).
Shaista Gohir, baronne Gohir (née le 27 février 1969) est une militante britannique des droits des femmes. Elle dirige l'organisation caritative nationale, Muslim Women's Network UK (MWNUK). Sa nomination par la Commission des nominations de la Chambre des lords en tant que pair à vie crossbencher est annoncée le 17 mai 2022.

## Biographie
Les parents de Gohir immigrent en Angleterre au début des années 1960 et sont originaires de Daultala, au Pakistan. Gohir est mère de trois enfants et vit à Hall Green.
Elle est nommée membre de l'ordre de l'Empire britannique (MBE) lors de l'anniversaire de 2008 pour ses services au peuple musulman et aux relations communautaires et officier de l'ordre de l'Empire britannique (OBE) en 2016 pour les services rendus à l'égalité des sexes et aux droits des femmes.